# ICE-L列车
ICE-L列车（德語：ICE L）是西班牙铁路车辆制造商塔尔高为德铁长途运输建造的一款ICE列车，计划自2024年投入营运。列车名称于2021年从之前的暂用名“ECx”更改为“ICE-L”，其中L指代“低地台”。制造商则将车组本身定名为塔尔高 230。它们将取代陈旧的IC车组。

## 订购

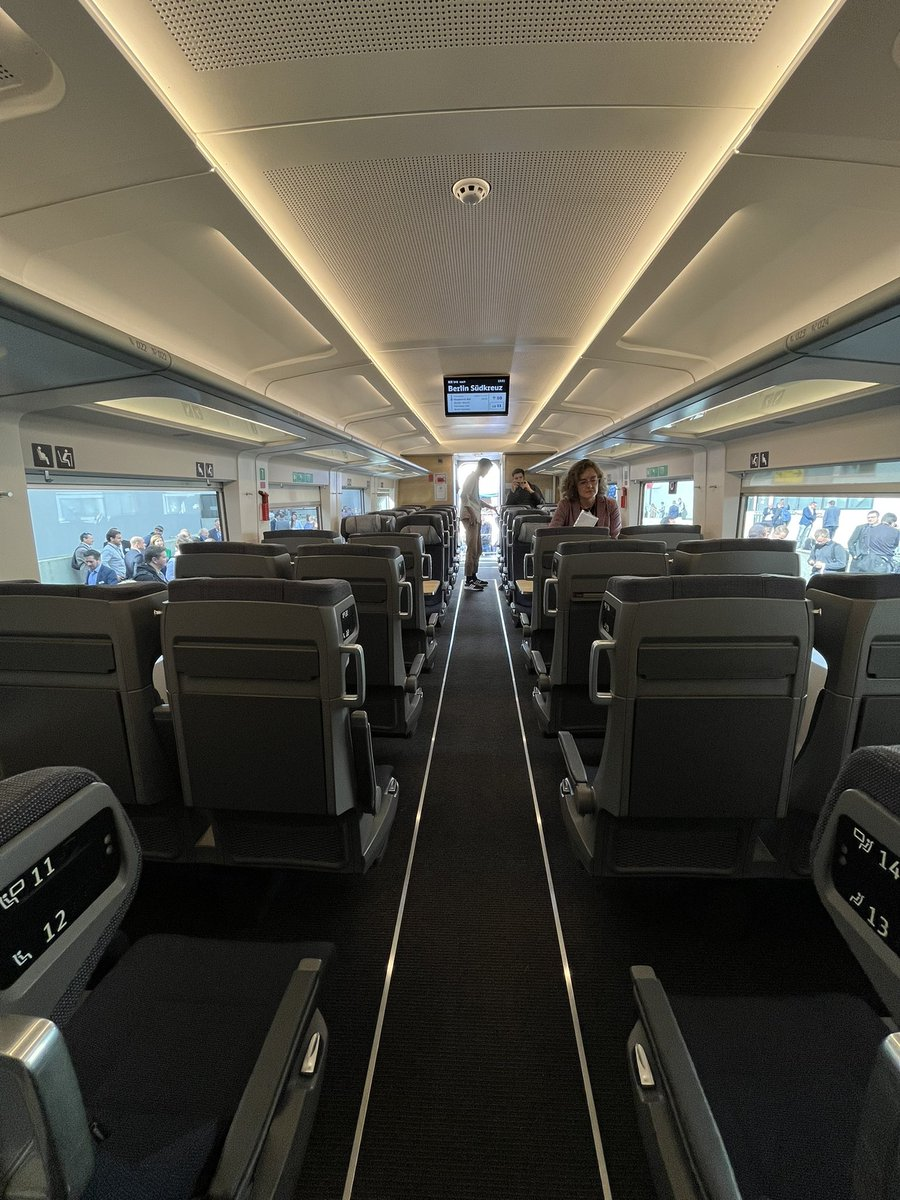
首个ICE-L原型车厢的内部视图

2015年11月，德国铁路宣布除了采购时速可达160千米的IC2型双层列车外，还将采购速度更高的长途列车。后者将应用于国际线路和非电气化线路。框架协议招标公告于2017年3月2日发布。2019年2月，德国铁路与西班牙铁路车辆制造商塔尔高签订框架协议。德国铁路时任总裁理夏德·卢茨宣称已选出最佳报价，但《商报》却报道指出塔尔高是唯一的投标人。该框架协议包括交付多达100列车组，其中首批订购23列，总成本约为5.5亿欧元。每列车组的价格约为2,400万欧元，因此较以往的ICE列车便宜得多。
新的推拉式列车于2019年3月中旬以工程名称“ECx”向公众展示；制造商则将其称为塔尔高 230。每组列车长256米，由1节机车和17节铰接车厢组成。每节车厢以一个单轴转向架与相邻的车厢连接，双轴转向架仅设于车组的两端。这使得每组列车除了相关机车的车轴外，共有20个车轴。它们将配备多电压制式的塔尔高Travca电力机车（19.5米、4轴、72吨）。单轴车厢结构的自重仅为425吨，这使它甚至比7节编组的ICE-4列车略轻。除端部车厢区域外，整个列车入口和地台与钢轨顶面的间距均为760毫米。这意味着只要站台高度为760毫米，列车便可无级乘降，并成为有史以来第一款实现无级乘降的ICE列车。因此，列车在德国和荷兰应该都可无障碍使用。据德國聯邦數位及交通部表示，未来所有长途铁路客车的招标都应满足上述准入和通行要求。
在2022年初，塔尔高宣布第一批车厢要到2024年才能交付，105型机车要到2025年才能交付，而不是按原计划从2023年开始交付。制造商将此归咎为2019冠状病毒病疫情。由于这些延误，德国铁路向西门子租赁的Vectron机车将运用至柏林－阿姆斯特丹的路线上，直至新机车交付。此外，绞线式列车总线系统也更换为奥地利联邦铁路的版本（ÖBB-WTB），以便使塔尔高列车能够由更多型号的机车牵引。该版本系统主要应用于Vectron机车和锐捷列车。丹麦国家铁路的塔尔高列车也将获得ÖBB-WTB。德国铁路和奥地利联邦铁路已经就该系统达成一致，从而实现了一定程度的标准化。
为了在通往奥伯斯多夫和韦斯特兰 (德国)的非电气化线路上使用，德铁长途运输计划使用西门子Vectron双模双动力机车牵引。

## 编组及设施
与其他ICE型号（除了曾以ICE名义运行的前大都会快车）相比，ICE-L并非动车组，而是采用机辆模式的推拉式列车。列车的名称于2021年夏末正式定为ICE-L，其中L不代表机车，而是代表（低地台技术）。
ICE-L列车设计的最高运行速度为230千米/时，由15节中部车厢、1节端部车厢和1节控制车组成。除了制造商提供的塔尔高Travca，其它柴油或电力机车也可以牵引ICE-L列车。各车厢将通过塔尔高典型的单轴转向架接口相连，因此将具备塔尔高典型的短车体长度特征，以符合轴载荷和装载限界的要求。
列车的外观设计与2019年的草案相比已发生了重大变化。每列车组将提供477个二等座和85个一等座，三个轮椅空间、八个单车泊位以及一个带游乐设施的独立幼儿区和家庭区。据德国铁路表示，列车将配备WLAN、车载娱乐系统（ICE-Portal）、具有大量实时数据的旅客信息系统和充足的行李空间。它们也会依照德铁的标准设置餐车。车厢内部采用LED间接照明的新设计。

## 运用规划
新列车将首先进行载客试运行，以便在必要时将由此获得的资讯纳入其他列车的建设中。从2023年12月开始，德国铁路原本希望在柏林－汉诺威－阿姆斯特丹间以两小时一班的频率开行的IC 77号线上使用第一批ICE-L列车。与之前使用的列车相比，这条路线的行程时间将减少30分钟。然而，由于塔尔高的交付问题，预计投入营运的时间将推迟至2024年10月。
在接下来的两年中，这些列车还将逐步运用至科隆－奥伯斯多夫、卡尔斯鲁厄－韦斯特兰、柏林－韦斯特兰和科隆－韦斯特兰的旅游路线。

## 脚注
1. ↑  名称参考自《铁路计算机应用》[17]
2. ↑  名称参考自《铁道科学技术名词》[21]
3. ↑  名称参考自《铁道科学技术名词》[22]